# 会宁郡
会宁郡，中国隋朝、唐朝时设置的郡。
- 隋炀帝大业年间设置会宁郡，治所在凉川县（今甘肃靖远县东北）。辖境相当今甘肃靖远县、会宁县、定西市等地。大业末年废会宁郡。
- 唐玄宗天宝元年（742年），改会州置会宁郡。治所在会宁县（今甘肃省靖远县东北）。下辖会宁县、乌兰县（今甘肃省景泰县五佛乡）。辖境相当今甘肃白银市、靖远县、会宁县、景泰县、定西市及宁夏海原县、西吉县等部分地。唐肃宗乾元元年（758年）复改为会州。